# Grzegorz Jarzyna
Grzegorz Jarzyna, född 4 februari 1968 i Chorzów i vojvodskapet Śląsk (Schlesien), är en polsk teaterregissör.

## Biografi
Grzegorz Jarzyna studerade filosofi och teologi vid Uniwersytet Jagielloński i Kraków innan han 1993 påbörjade sina registudier för Krystian Lupa vid Państwowa Wyższa Szkoła Teatralna im. Ludwika Solskiego (Ludwik Solskis teaterhögskola) i Kraków. Han debuterade som regissör 1997 med Bzik tropikalny som byggde på texter av Stanisław Ignacy Witkiewicz på Teatr Rozmaitości i Warszawa tätt följd av Iwona, księżniczka Burgunda (Yvonne, prinsessa av Burgund) av Witold Gombrowicz på Stary Teatr i Kraków. Sedan 1998 är han konstnärlig ledare för Teatr Rozmaitości (nu TR Warszawa) och 2006-2012 var han även teaterns VD. Till Avignonfestivalen år 2000 framfördes både Iwona, księżniczka Burgunda och hans adaption av Fjodor Dostojevskijs Idioty (Idioten) med Teatr Rozmaitości. På Edinburgh International Festival 2012 framfördes William Shakespeares Macbeth som hade urpremiär 2007 på TR Warszawa. Shakespeares pjäs var omstöpt till modernt gangsterdrama med en Putinlik Macbeth. Hans uppsättningar har även turnerat till Moskva, Berlin, Wien, London, Jerusalem, Toronto, Wellington, Los Angeles och New York. Bland priser han tilldelats kan nämnas det tyska Nestroy-Theaterpreis 2007. 2013 mottog han orden Polonia Restituta.